# 2012-es Giro d’Italia
A 2012-es Giro d’Italia a 95. olasz kerékpáros körverseny volt. A verseny a dániai Herning városában kezdődött 2012. május 5-én, és Milánóban ért véget május 27-én. Ebben az évben a hegyi pontversenyt vezető versenyző trikója zöldről kékre változott szponzori okokból.
A versenyt a kanadai Ryder Hesjedal nyerte, a Garmin-Barracuda csapatból, aki ezzel az első kanadai lett, aki nagy körversenyt nyert. A vezetést a záró időfutamon vette át Joaquim Rodrígueztől, aki két szakaszon és a pontversenyben is az élen végzett. Kettejük között a különbség mindössze 16 másodperc volt. A harmadik helyet a királyetapot (20. szakasz) nyerő Thomas De Gendt szerezte meg.
A 25 év alattiak versenyét a 7. helyezett Rigoberto Urán nyerte. A hegyi pontversenyben Matteo Rabottini, a 15. szakasz győztese diadalmaskodott. A csapatversenyt a Lampre-ISD nyerte, míg a csapatok közti pontversenyt a Garmin-Barracuda.

## Esélyesek
2012. február 6-án Alberto Contadort megfosztották minden, 2011-es eredményétől, így a Giro d’Italia-győzelmétől is, valamint kétéves eltiltással sújtották, így nem indulhatott 2012-ben.
A 2006-os és 2010-es győztes, Ivan Basso indult a versenyen, egy harmadik győzelem céljából.
2012. április 17-én Michele Scarponi, a tulajdonképpeni címvédő (Contador kizárása után ő lett a 2011-es győztes) bejelentette, hogy a pályán szeretné megnyerni a Giro d’Italia-t. Scarponi csapata, a Lampre-ISD elindította a 2004-es győztes Damiano Cunegót is.
2012. április 29-én a RadioShack–Nissan–Trek csapat bejelentette, hogy a sérült Jakob Fuglsang helyett Fränk Schleck lesz a csapat kapitánya.
Az összetett verseny megnyerésére esélyesnek tartották még John Gadret-t (2011-ben 3. volt), Joaquim Rodríguezt (2011-ben 4.), Roman Kreuzigert (2011-ben a fiatalok versenyének győztese), valamint José Rujanót is (2011-ben 6.).

## Csapatok
A 18 UCI Pro Tour csapat automatikusan meghívót kapott. Rajtuk kívül a szervezők 4 profi kontinentális csapatot hívtak meg.
| UCI Pro Tour csapatok - Ag2r-La Mondiale - Astana - BMC Racing Team - Euskaltel-Euskadi - FDJ-BigMat - Team Garmin–Barracuda | - Katyusa - Lampre-ISD - Liquigas-Cannondale - Lotto–Belisol Team - Movistar Team - Omega Pharma–Quick Step | - Orica–GreenEDGE - Rabobank - RadioShack–Nissan–Trek - Team Saxo Bank - Team Sky - Vacansoleil-DCM |
| Profi kontinentális csapatok - Androni Giocattoli-Venezuela - Colnago-CSF Bardiani                                           | - Farnese Vini-Selle Italia - Team NetApp                                                                   | |

## Útvonal
A 21 szakaszt 5 kategóriába sorolták: A, B és C a sík szakaszok egyre nehezedő mértékben, D a hegyi szakaszok, míg E az időfutamok jelölése.
| Szakasz | Dátum     | Útvonal                                | Hossz     | Típus     | Típus               | Győztes                    |           |
| ------- | --------- | -------------------------------------- | --------- | --------- | ------------------- | -------------------------- | --------- |
| 1       | Május 5.  | Herning                                | 8,7 km    |           | Egyéni időfutam (E) | Taylor Phinney (USA)       |           |
| 2       | Május 6.  | Herning– Herning                       | 206 km    |           | Sík szakasz (A)     | Mark Cavendish (GBR)       |           |
| 3       | Május 7.  | Horsens– Horsens                       | 190 km    |           | Sík szakasz (A)     | Matthew Goss (AUS)         |           |
|         | Május 8.  | Pihenőnap                              | Pihenőnap | Pihenőnap | Pihenőnap           | Pihenőnap                  | Pihenőnap |
| 4       | Május 9.  | Verona                                 | 33,2 km   |           | Csapatidőfutam (E)  | Team Garmin–Barracuda      |           |
| 5       | Május 10. | Modena–Fano                            | 209 km    |           | Sík szakasz (A)     | Mark Cavendish (GBR)       |           |
| 6       | Május 11. | Urbino–Porto Sant'Elpidio              | 210 km    |           | Sík szakasz (C)     | Miguel Ángel Rubiano (COL) |           |
| 7       | Május 12. | Recanati–Rocca di Cambio               | 205 km    |           | Sík szakasz (C)     | Paolo Tiralongo (ITA)      |           |
| 8       | Május 13. | Sulmona–Lago Laceno                    | 229 km    |           | Sík szakasz (C)     | Domenico Pozzovivo (ITA)   |           |
| 9       | Május 14. | San Giorgio del Sannio–Frosinone       | 166 km    |           | Sík szakasz (A)     | Francisco Ventoso (ESP)    |           |
| 10      | Május 15. | Civitavecchia–Assisi                   | 186 km    |           | Sík szakasz (B)     | Joaquim Rodríguez (ESP)    |           |
| 11      | Május 16. | Assisi–Montecatini Terme               | 255 km    |           | Sík szakasz (B)     | Roberto Ferrari (ITA)      |           |
| 12      | Május 17. | Seravezza–Sestri Levante               | 155 km    |           | Sík szakasz (C)     | Lars Bak (DEN)             |           |
| 13      | Május 18. | Savona–Cervere                         | 121 km    |           | Sík szakasz (A)     | Mark Cavendish (GBR)       |           |
| 14      | Május 19. | Cherasco–Cervinia                      | 206 km    |           | Hegyi szakasz (D)   | Andrey Amador (CRC)        |           |
| 15      | Május 20. | Busto Arsizio–Lecco                    | 169 km    |           | Hegyi szakasz (D)   | Matteo Rabottini (ITA)     |           |
|         | Május 21. | Pihenőnap                              | Pihenőnap | Pihenőnap | Pihenőnap           | Pihenőnap                  | Pihenőnap |
| 16      | Május 22. | Limone sul Garda–Falzes-Pfalzen        | 173 km    |           | Sík szakasz (B)     | Jon Izagirre (ESP)         |           |
| 17      | Május 23. | Falzes-Pfalzen–Cortina d’Ampezzo       | 186 km    |           | Hegyi szakasz (D)   | Joaquim Rodríguez (ESP)    |           |
| 18      | Május 24. | San Vito di Cadore–Vedelago            | 149 km    |           | Sík szakasz (A)     | Andrea Guardini (ITA)      |           |
| 19      | Május 25. | Treviso–Alpe di Pampeago               | 198 km    |           | Hegyi szakasz (D)   | Roman Kreuziger (CZE)      |           |
| 20      | Május 26. | Caldes-Val di Sole–Passo dello Stelvio | 219 km    |           | Hegyi szakasz (D)   | Thomas De Gendt (BEL)      |           |
| 21      | Május 27. | Milánó                                 | 28,2 km   |           | Egyéni időfutam (E) | Marco Pinotti (ITA)        |           |

## Összegzés
| Szakasz     | Győztes               | Összetett verseny ·  | Pontverseny ·     | Hegyi pontverseny ·  | Fiatal versenyzők versenye · | Trofeo Fast Team      | Trofeo Super Team     |
| ----------- | --------------------- | -------------------- | ----------------- | -------------------- | ---------------------------- | --------------------- | --------------------- |
| 1.          | Taylor Phinney        | Taylor Phinney       | Taylor Phinney    | nem osztanak         | Taylor Phinney               | Team Garmin–Barracuda | Team Garmin–Barracuda |
| 2.          | Mark Cavendish        | Taylor Phinney       | Mark Cavendish    | Alfredo Balloni      | Taylor Phinney               | Team Garmin–Barracuda | Team Garmin–Barracuda |
| 3.          | Matthew Goss          | Taylor Phinney       | Matthew Goss      | Alfredo Balloni      | Taylor Phinney               | Team Garmin–Barracuda | Team Garmin–Barracuda |
| 4.          | Team Garmin–Barracuda | Ramūnas Navardauskas | Matthew Goss      | Alfredo Balloni      | Ramūnas Navardauskas         | Team Garmin–Barracuda | Team Garmin–Barracuda |
| 5.          | Mark Cavendish        | Ramūnas Navardauskas | Matthew Goss      | Alfredo Balloni      | Ramūnas Navardauskas         | Team Garmin–Barracuda | Team Garmin–Barracuda |
| 6.          | Miguel Ángel Rubiano  | Adriano Malori       | Matthew Goss      | Miguel Ángel Rubiano | Adriano Malori               | Team Garmin–Barracuda | Team Garmin–Barracuda |
| 7.          | Paolo Tiralongo       | Ryder Hesjedal       | Matthew Goss      | Miguel Ángel Rubiano | Peter Stetina                | Team Garmin–Barracuda | Team Garmin–Barracuda |
| 8.          | Domenico Pozzovivo    | Ryder Hesjedal       | Matthew Goss      | Miguel Ángel Rubiano | Damiano Caruso               | Liquigas-Cannondale   | Team Garmin–Barracuda |
| 9.          | Francisco Ventoso     | Ryder Hesjedal       | Matthew Goss      | Miguel Ángel Rubiano | Damiano Caruso               | Liquigas-Cannondale   | Team Garmin–Barracuda |
| 10.         | Joaquim Rodríguez     | Joaquim Rodríguez    | Matthew Goss      | Miguel Ángel Rubiano | Damiano Caruso               | Liquigas-Cannondale   | Team Garmin–Barracuda |
| 11.         | Roberto Ferrari       | Joaquim Rodríguez    | Mark Cavendish    | Miguel Ángel Rubiano | Damiano Caruso               | Liquigas-Cannondale   | Team Garmin–Barracuda |
| 12.         | Lars Bak              | Joaquim Rodríguez    | Mark Cavendish    | Michał Gołaś         | Damiano Caruso               | Movistar Team         | Team Garmin–Barracuda |
| 13.         | Mark Cavendish        | Joaquim Rodríguez    | Mark Cavendish    | Michał Gołaś         | Damiano Caruso               | Movistar Team         | Team Garmin–Barracuda |
| 14.         | Andrey Amador         | Ryder Hesjedal       | Mark Cavendish    | Michał Gołaś         | Rigoberto Urán               | Movistar Team         | Team Garmin–Barracuda |
| 15.         | Matteo Rabottini      | Joaquim Rodríguez    | Mark Cavendish    | Matteo Rabottini     | Sergio Henao                 | Movistar Team         | Team Garmin–Barracuda |
| 16.         | Jon Izagirre          | Joaquim Rodríguez    | Mark Cavendish    | Matteo Rabottini     | Sergio Henao                 | Movistar Team         | Team Garmin–Barracuda |
| 17.         | Joaquim Rodríguez     | Joaquim Rodríguez    | Mark Cavendish    | Matteo Rabottini     | Rigoberto Urán               | Movistar Team         | Team Garmin–Barracuda |
| 18.         | Andrea Guardini       | Joaquim Rodríguez    | Mark Cavendish    | Matteo Rabottini     | Rigoberto Urán               | Movistar Team         | Team Garmin–Barracuda |
| 19.         | Roman Kreuziger       | Joaquim Rodríguez    | Mark Cavendish    | Matteo Rabottini     | Rigoberto Urán               | Movistar Team         | Team Garmin–Barracuda |
| 20.         | Thomas De Gendt       | Joaquim Rodríguez    | Joaquim Rodríguez | Matteo Rabottini     | Rigoberto Urán               | Lampre-ISD            | Team Garmin–Barracuda |
| 21.         | Marco Pinotti         | Ryder Hesjedal       | Joaquim Rodríguez | Matteo Rabottini     | Rigoberto Urán               | Lampre-ISD            | Team Garmin–Barracuda |
| Végeredmény | Végeredmény           | Ryder Hesjedal       | Joaquim Rodríguez | Matteo Rabottini     | Rigoberto Urán               | Lampre-ISD            | Team Garmin–Barracuda |

## Végeredmény

### Összetett
|    | Versenyző                | Csapat                | Idő         |
| -- | ------------------------ | --------------------- | ----------- |
| 1  | Ryder Hesjedal (CAN)     | Team Garmin–Barracuda | 91h 39' 02" |
| 2  | Joaquim Rodríguez (ESP)  | Katyusa               | + 16"       |
| 3  | Thomas De Gendt (BEL)    | Vacansoleil-DCM       | + 1' 39"    |
| 4  | Michele Scarponi (ITA)   | Lampre-ISD            | + 2' 05"    |
| 5  | Ivan Basso (ITA)         | Liquigas-Cannondale   | + 3' 44"    |
| 6  | Damiano Cunego (ITA)     | Lampre-ISD            | + 4' 40"    |
| 7  | Rigoberto Urán (COL)     | Team Sky              | + 5' 57"    |
| 8  | Domenico Pozzovivo (ITA) | Colnago-CSF Bardiani  | + 6' 28"    |
| 9  | Sergio Henao (COL)       | Team Sky              | + 7' 50"    |
| 10 | Mikel Nieve (ESP)        | Euskaltel-Euskadi     | + 8' 08"    |

### Pontverseny
|    | Versenyző                | Csapat                | Pontszám |
| -- | ------------------------ | --------------------- | -------- |
| 1  | Joaquim Rodríguez (ESP)  | Katyusa               | 139      |
| 2  | Mark Cavendish (GBR)     | Team Sky              | 138      |
| 3  | Ryder Hesjedal (CAN)     | Team Garmin–Barracuda | 113      |
| 4  | Michele Scarponi (ITA)   | Lampre-ISD            | 81       |
| 5  | Domenico Pozzovivo (ITA) | Colnago-CSF Bardiani  | 80       |
| 6  | Thomas De Gendt (BEL)    | Vacansoleil-DCM       | 76       |
| 7  | Ivan Basso (ITA)         | Liquigas-Cannondale   | 58       |
| 8  | Alexander Kristoff (NOR) | Katyusa               | 58       |
| 9  | Geraint Thomas (GBR)     | Team Sky              | 53       |
| 10 | Andrey Amador (CRC)      | Movistar Team         | 52       |

### Hegyi pontverseny
|    | Versenyző                  | Csapat                       | Pontszám |
| -- | -------------------------- | ---------------------------- | -------- |
| 1  | Matteo Rabottini (ITA)     | Farnese Vini-Selle Italia    | 84       |
| 2  | Stefano Pirazzi (ITA)      | Colnago-CSF Bardiani         | 44       |
| 3  | Andrey Amador (CRC)        | Movistar Team                | 43       |
| 4  | Michał Gołaś (POL)         | Omega Pharma–Quick Step      | 34       |
| 5  | Domenico Pozzovivo (ITA)   | Colnago-CSF Bardiani         | 26       |
| 6  | Jan Bárta (CZE)            | Team NetApp                  | 24       |
| 7  | Miguel Ángel Rubiano (COL) | Androni Giocattoli-Venezuela | 24       |
| 8  | Ryder Hesjedal (CAN)       | Team Garmin–Barracuda        | 24       |
| 9  | Joaquim Rodríguez (ESP)    | Katyusa                      | 23       |
| 10 | Thomas De Gendt (BEL)      | Vacansoleil-DCM              | 21       |

### Fiatalok versenye
|    | Versenyző                | Csapat                | Idő          |
| -- | ------------------------ | --------------------- | ------------ |
| 1  | Rigoberto Urán (COL)     | Team Sky              | 91h 44′ 59″  |
| 2  | Sergio Henao (COL)       | Team Sky              | + 1' 53″     |
| 3  | Gianluca Brambilla (ITA) | Colnago-CSF Bardiani  | + 8' 23″     |
| 4  | Diego Ulissi (ITA)       | Lampre-ISD            | + 31' 20″    |
| 5  | Damiano Caruso (ITA)     | Liquigas-Cannondale   | + 43' 48″    |
| 6  | Tanel Kangert (EST)      | Astana                | + 44' 52″    |
| 7  | Peter Stetina (USA)      | Team Garmin–Barracuda | + 48' 28″    |
| 8  | Tom-Jelte Slagter (NED)  | Rabobank              | + 51' 27″    |
| 9  | Stefano Pirazzi (ITA)    | Colnago-CSF Bardiani  | + 1h 35' 00″ |
| 10 | Jon Izagirre (ESP)       | Euskaltel-Euskadi     | + 1h 42' 57″ |

### Trofeo fast team
|    | Csapat                | Idő          |
| -- | --------------------- | ------------ |
| 1  | Lampre-ISD            | 274h 19′ 46″ |
| 2  | Movistar Team         | + 10' 53″    |
| 3  | Team Sky              | + 37' 07″    |
| 4  | Astana                | + 43' 12″    |
| 5  | Team Garmin–Barracuda | + 51' 52"    |
| 6  | Liquigas-Cannondale   | + 54' 09″    |
| 7  | Euskaltel-Euskadi     | + 56' 27″    |
| 8  | Colnago-CSF Bardiani  | + 1h 10' 25″ |
| 9  | Ag2r-La Mondiale      | + 1h 22' 12″ |
| 10 | Katyusa               | + 1h 30' 51″ |

### Trofeo super team
|    | Csapat                  | Pontszám |
| -- | ----------------------- | -------- |
| 1  | Team Garmin–Barracuda   | 363      |
| 2  | Team Sky                | 345      |
| 3  | Katyusa                 | 301      |
| 4  | Colnago-CSF Bardiani    | 253      |
| 5  | Omega Pharma–Quick Step | 244      |
| 6  | Movistar Team           | 239      |
| 7  | RadioShack–Nissan–Trek  | 234      |
| 8  | Liquigas-Cannondale     | 221      |
| 9  | Orica–GreenEDGE         | 212      |
| 10 | FDJ-BigMat              | 197      |